# Pristimantis avicuporum
Espèce
Synonymes
- Eleutherodactylus avicuporum Duellman & Pramuk, 1999

Statut de conservation UICN

 LC  : Préoccupation mineure
Pristimantis avicuporum est une espèce d'amphibiens de la famille des Craugastoridae.

## Répartition
Cette espèce est endémique de la province de Bagua dans la région d'Amazonas au Pérou. Elle se rencontre entre 1 700 et 2 030 m d'altitude sur le versant Ouest de la cordillère de Colán.

## Description
Le mâle mesure 25,2 mm et les femelles de 31,0 à 34,3 mm.

## Publication originale
- Duellman & Pramuk, 1999 : Frogs of the genus Eleutherodactylus (Anura: Leptodactylidae) in the Andes of northern Peru. Scientific Papers Natural History Museum the University of Kansas, no 13, p. 1-78 (texte intégral).